# Argulus matuii
Argulus matuii is een visluizensoort uit de familie van de Argulidae. De wetenschappelijke naam van de soort is voor het eerst geldig gepubliceerd in 1938 door Sikama.